# Ecot-la-Combe
Ecot-la-Combe település Franciaországban, Haute-Marne megyében. Lakosainak száma 39 fő (2022. január 1.). Ecot-la-Combe Andelot-Blancheville, Bourdons-sur-Rognon, Clinchamp, Consigny, Manois, Rimaucourt és Saint-Blin községekkel határos.

## Népesség
A település népességének változása:
| Lakosok száma | 58   | 32   | 26   | 40   | 39   | 35   | 37   | 39   | 39   | 39   |
|               | 1968 | 1982 | 1990 | 2006 | 2013 | 2015 | 2017 | 2019 | 2020 | 2022 |